# Ildefonso Sañudo
Ildefonso Fernando Sañudo García (Torrelavega, 23 gennaio 1912 – Valladolid, 29 gennaio 1980) è stato un calciatore spagnolo.
In attività giocava nel ruolo di attaccante. 
Con il Madrid CF vinse una Coppa di Spagna (1936) e si laureò capocannoniere di quella edizione. È stato uno degli attaccanti più prolifici del calcio anteguerra ed era soprannominato Pies de oro.

## Palmarès

### Club

#### Competizioni nazionali
- Coppa di Spagna: 1

Madrid CF: 1936
- Tercera División: 1

Valladolid: 1933-1934